# 井上有一
井上 有一（いのうえ ゆういち、1916年2月14日 - 1985年6月15日）は、昭和時代の教育者・書家。

## 生涯
東京市下谷区（現在の東京都台東区）出身。1935年、青山師範学校（後の東京学芸大学）を卒業後に、小学校の教員をしながら画家を目指すが挫折。（なおこの当時の教え子にいかりや長介がいる。）1941年に上田桑鳩の弟子となって書道に転向する。東京大空襲に巻き込まれて生死の境を彷徨ったこともある。
戦後、保守的な書道界に対する反発から師の下を離れて、森田子龍・江口草玄・中村木子・関谷義道と「墨人会」を結成して前衛的な書道を意図するようになる。以降は教員生活を続けながら創作活動を行い、内外の書道展・美術展に作品を発表する。特に1957年にブラジルのサンパウロ・ビエンナーレに出展した『愚徹』がイギリスの美術評論家であるハーバード・リードに絶賛されたことからその名は海外で知られるようになった。同じ頃、神奈川県茅ヶ崎市の菱沼海岸にアトリエを設置して創作活動の舞台とした。1958年に開かれたブリュッセル万国博覧会「近代美術の50年展」に手島右卿とともに日本を代表する書家として作品を出展する。
1971年に神奈川県の寒川町立旭小学校の校長に就任したのをきっかけに1975年にアトリエを寒川町に移し、翌1976年定年で校長職を退いてからは芸術活動に専念する。1985年に肝不全により69歳で死去。

## 井上有一全書業
海上雅臣が編纂におよそ10年の歳月を費やし、作品全3238点の図版・詳細資料を掲載した総2000頁におよぶカタログレゾネ。杉浦康平が造本。全三巻。vol.1 1949-1969（1998年刊）、 vol.2 1970-1976（2000年刊）、vol.3 1977-1985（1996年刊）限定500部で巻末にシリアルナンバー入。購入者のリストも付属していた。

### 経緯
編者である海上雅臣が「六月の風」誌に公表した文章によると、井上有一は1978年、肝硬変の診断を受けたことを機に1年後、自身の作品整理を始めている。井上有一のカタログ・レゾネの構想は井上有一生前にすでに始まっていたことが記されている。有一没後に引き継いだ作品整理が進むうちに、海上雅臣は、作品1点1点の作品情報を記録するのみでなく、作家の美術史的位置、作家における作品個々の位置を知らせるような体系的で理論的に考えぬかれたものである必要性を説いている。また価値の正当性を確かめる手がかりとなり、真贋問題を解決する手引書でもあるものを作るとレゾネの全体像を記している。
「有一カタログ・レゾネの構想」海上雅臣「六月の風116号」(1992年11月発行)より